# Tegueste
Tegueste är en kommun i Spanien.  Den ligger i provinsen Santa Cruz de Tenerife i den autonoma regionen Kanarieöarna i sydvästra delen av landet, 1 800 km sydväst om huvudstaden Madrid. Antalet invånare är 11 405 (2024). Arean är 26,44 kvadratkilometer. Tegueste ligger på ön Teneriffa. Tegueste gränsar till La Laguna.